# 小行星190
小行星190（190 Ismene）是一颗围绕太阳公转的小行星。1878年9月22日，美籍德国天文学家克里斯蒂安·亨利·弗里德里希·彼得斯在克林顿描述了此天体。小行星190是希尔达族小行星的一员，希尔达族实际上并非真正的小行星族，因为其成员并没有任何物理联系，只是因为它们和木星形成2：3的轨道共振。木星绕太阳公转一周需要11.9年，而小行星190需要7.9年。这意味着木星每公转两周时，希尔达族小行星刚好公转三圈。目前已经知道至少有1,100颗小行星和木星有2：3的轨道共振关系。
該小行星以希腊神话中底比斯國王伊底帕斯的女兒伊斯墨涅命名。
这颗小行星的绝对星等为7.59等。

## 相关條目
- 小行星列表/10001-11000

## 外部連結
- Asteroid Lightcurve Database (LCDB) （页面存档备份，存于）, query form (info （页面存档备份，存于）)
- Dictionary of Minor Planet Names, Google books
- Discovery Circumstances: Numbered Minor Planets (10001)-(15000) （页面存档备份，存于） – Minor Planet Center
- 小行星190 at AstDyS-2, Asteroids—Dynamic Site
  - Ephemeris · Observation prediction · Orbital info · Proper elements · Observational info
- NASA JPL小天體瀏覽器上的小行星190

| 前一小行星： 小行星189 | 小行星列表 | 後一小行星： 小行星191 |